# Ирсава-Ярв
Ирсава-Ярв (ест. Õrsava järv, інші назви ест. Ersava järv, Värska järv, Ozerka järv, Oserka) — озеро в Естонії, що розташоване на острові Сааремаа, у волості Мустьяла.